# Magnets
Magnets è un singolo del duo di produttori britannici Disclosure, pubblicato il 23 settembre 2015 come quarto estratto dal secondo album in studio Caracal.
Il brano ha visto la partecipazione della cantante neozelandese Lorde. Esso è stato eseguito al Saturday Night Live il 14 novembre 2015 e ha ottenuto un discreto successo in Australia e Nuova Zelanda, dove ha ottenuto, rispettivamente, le certificazioni d'oro e di platino.

## Video musicale
Il video musicale, dalla durata di 3 minuti e 34 secondi, è stato pubblicato il 29 settembre 2015 sul canale VEVO del gruppo.

## Tracce
Download digitale
1. Magnets – 3:19 (Guy Lawrence, Howard Lawrence, James Napier, Ella Yelich-O'Connor)

Download digitale – Remixes
1. Magnets (Disclosure V.I.P.) – 6:16
2. Magnets (A-Trak Remix) – 4:20
3. Magnets (Loco Dice Remix) – 6:56
4. Magnets (Tiga Remix) – 4:34
5. Magnets (SG Lewis Remix) – 4:46
6. Magnets (Jon Hopkins Remix) – 6:55

## Classifiche
| Classifica (2015) | Posizione massima |
| ----------------- | ----------------- |
| Australia         | 14                |
| Belgio (Fiandre)  | 33                |
| Belgio (Vallonia) | 40                |
| Canada            | 58                |
| Francia           | 87                |
| Irlanda           | 64                |
| Nuova Zelanda     | 2                 |
| Paesi Bassi       | 74                |
| Regno Unito       | 71                |
| Repubblica Ceca   | 55                |
| Slovacchia        | 49                |